# Jean-Louis Delignon
Jean-Louis Delignon (1755-1820) est un graveur français, spécialisé dans la pointe sèche et le burin.

## Biographie
Delignon est l'élève de Nicolas de Launay (1739-1792). 
Son premier travail connu s'effectue sur les estampes du Cabinet de M. Poulain (1781) dirigé par Pierre-Étienne Moitte et publié par Pierre-François Basan.
Il contribue à d'autres suites gravées, comme celle entre autres du Monument du costume physique et moral de la fin du Dix-huitième siècle (1783-1789) dessinée et dirigée par Moreau le Jeune, celle des Figures de l'Histoire de France (1785) dirigée par le même, puis la Galerie du Palais-Royal (1786-1808) éditée par Jacques Bouillard et Jacques Couché, ou encore Le Musée français (1803-1809), dirigé par le graveur Pierre-François Laurent (1739-1809).
Henri Beraldi dit de lui qu'il « a été l'un des bons interprètes de Moreau le Jeune » et que l'un de ses derniers morceaux remarquables est sa traduction des Offres séduisantes d'après Nicolas Lavreince.
Il avait épousé Marie-Germaine Josse et habitait en 1790 rue Saint-Victor, passage Saint-Nicolas-du-Chardonnet.

## Contributions bibliophiliques
- Guillaume-Thomas Raynal, Histoire philosophique et politique des établissements et du commerce des Européens dans les deux Indes, dix volumes dont neuf enrichis de frontispices gravés par Nicolas de Launay, Jean-Louis Delignon et Jean-Baptiste Blaise Simonet d'après Jean-Michel Moreau, chez Jean-Léonard Pellet, Genève, 1781.

## Galerie

Gravures de Jean-Louis Delignon
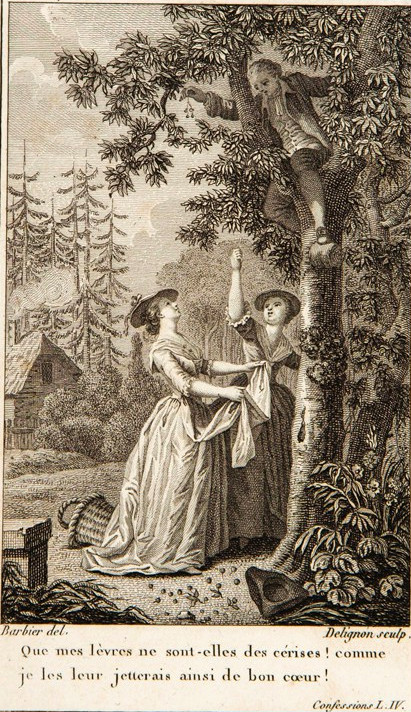
La Cueillette des cerises d'après Jean-Jacques Le Barbier
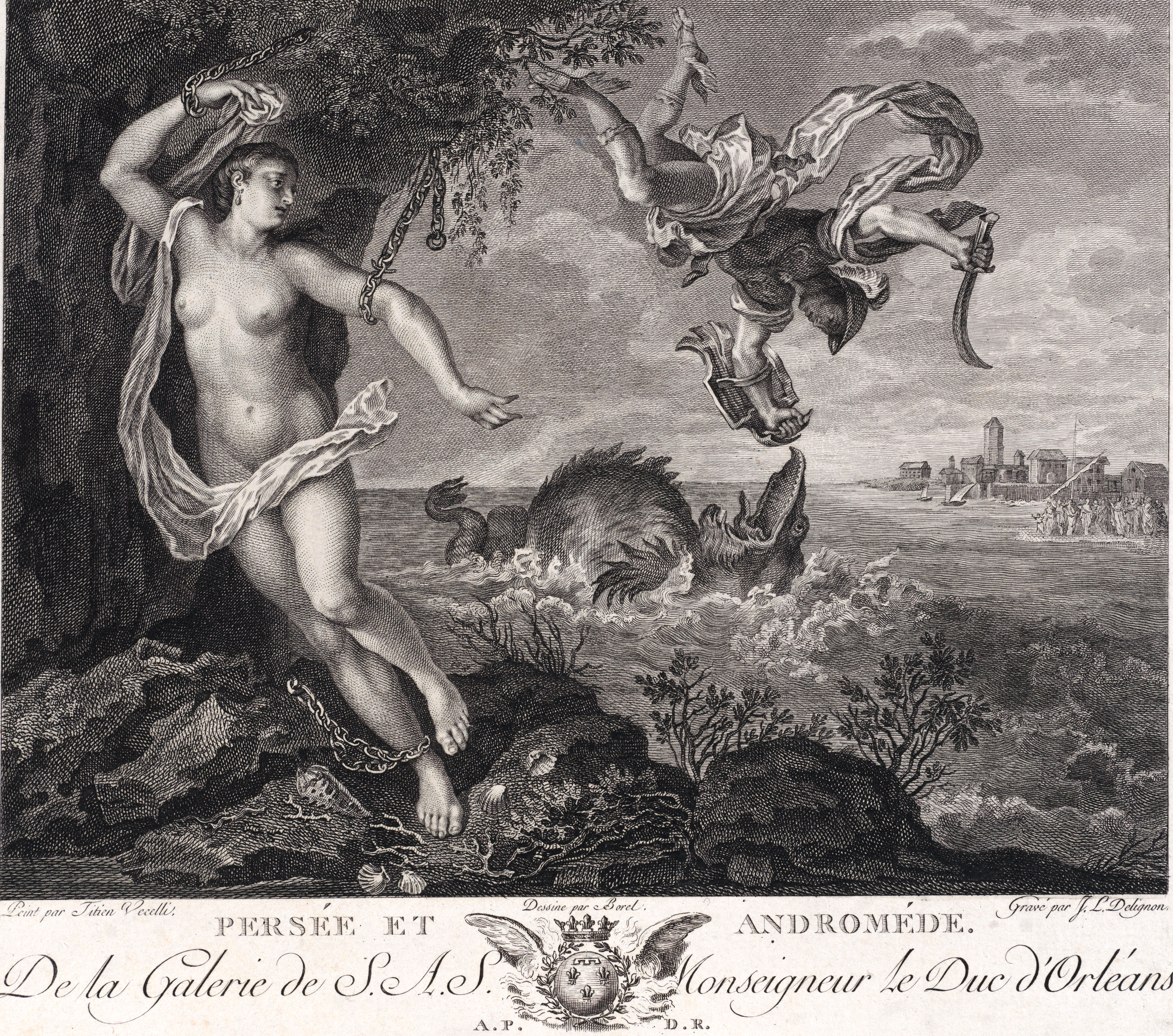
Persée et Andromède d'après Le Titien
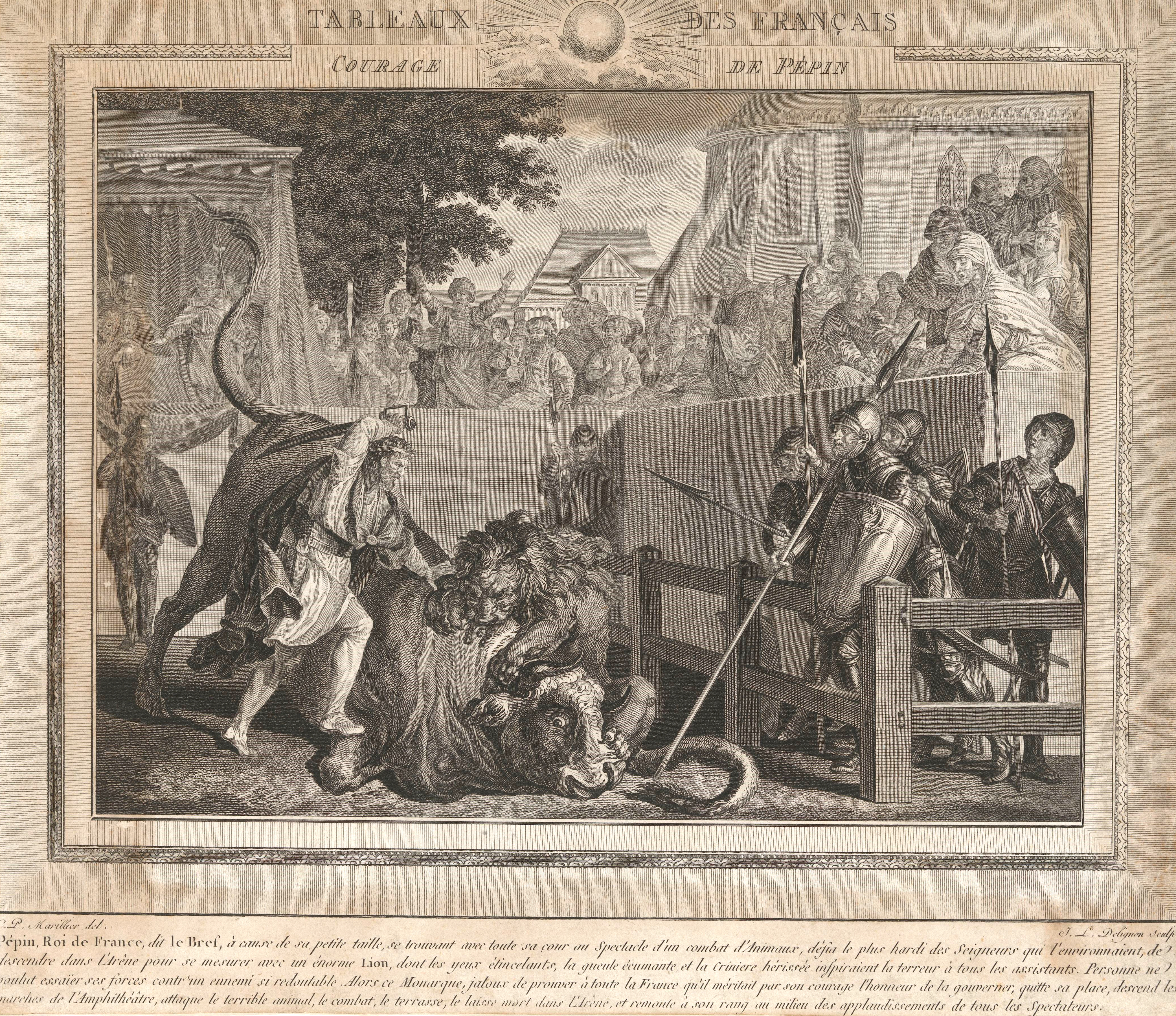
Le Courage de Pépin d'après Clément-Pierre Marillier
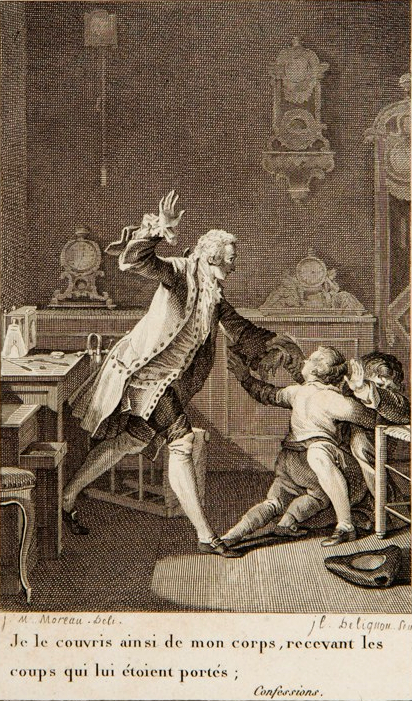
Je le couvris ainsi de mon corps d'après Jean-Michel Moreau